# UFC Fight Night: Brunson vs. Machida
UFC Fight Night: Brunson vs. Machida var en MMA-gala som arrangerades av Ultimate Fighting Championship och ägde rum 28 oktober 2017 i São Paulo i Brasilien.